# Seikel Motorsport
Seikel Motorsport – były niemiecki zespół wyścigowy, założony w 1968 roku przez Petera Seikela. W historii startów ekipa pojawiała się w stawce European Touring Car Championship, BPR Global GT Series, FIA GT Championship, 24-godzinnego wyścigu Le Mans, Le Mans Endurance Series, American Le Mans Series, European Le Mans Series, Grand-Am Sports Car Series oraz Le Mans Series.

## Sukcesy zespołu
- 24h Le Mans

2001 (GT) - Porsche 911 GT3 RS (Tony Burgess, Max Cohen-Olivar, Andrew Bagnall)